# Arundinaria

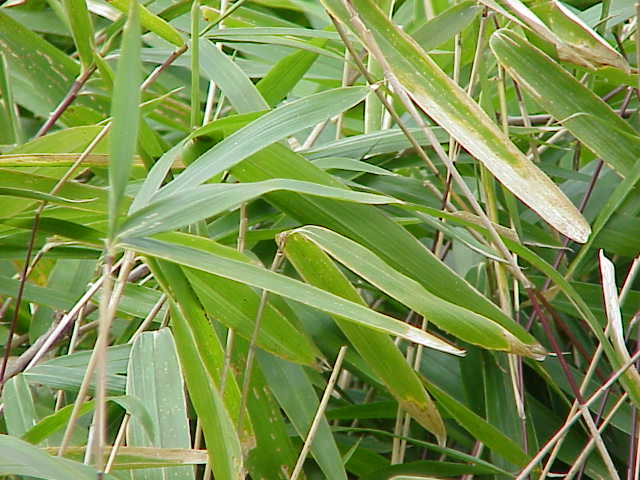
Arundinaria pumila

Arundinaria, vulgarmente chamada criciúma, é um género botânico pertencente à família Poaceae, subfamília Bambusoideae, tribo Bambuseae.
O gênero é composto por aproximadamente 410 espécies. Ocorrem na Europa, Ásia, Australásia e América do Norte.

## Sinônimos
| - Bashania Keng f. & T.P.Yi - Butania Keng f. - Clavinodum T.H.Wen - Ludolphia Willd. (SUS) - Macronax Raf. (SUS) - Miegia Pers. (SUS) | - Nipponocalamus Nakai - Oligostachyum Z.P.Wang & G.H.Ye - Omeiocalamus Keng f. (SUI) - Polyanthus C.H.Hu & Y.C.Hu - Triglossum Roem. & Schult. - Tschompskia Asch. & Graebn. (SUI) |

## Principais espécies
- Arundinaria alpina K. Schum.
- Arundinaria amabilis McClure
- Arundinaria anceps Mitford
- Arundinaria falconeri (Hook.f.ex Munro) Duthie]
- Arundinaria funghomii McClure
- Arundinaria gigantea (Walt.) Muhl.
- Arundinaria maling Gamble
- Arundinaria pumila Mitford
- Arundinaria simonii (Carr.) A.et C. Rivière
- Arundinaria variegata hort.
- «PPP-Index Lista de espécies»